# Directo desde Nueva York
¡Directo desde New York! es el cuarto álbum del Grupo Niche, publicado originalmente en 1983 mediante el sello discográfico colombiano Internacional Records, subdivisión de Codiscos. En el año 2000 el álbum fue publicado nuevamente en formato de disco compacto por la discográfica PPM Records. El disco fue grabado en los estudios Latin Sound de la ciudad de Nueva York. El álbum incluye 6 temas inéditos y 2 versiones nuevas de los temas: "A Ti, Barranquilla" y "Al Pasito". Este es el último disco en el que participa Alexis Lozano, quien deja la agrupación para formar Orquesta Guayacán.

## Grabación y composición
El éxito rotundo de Buenaventura y Caney traspasa fronteras, por lo que Alexis Lozano es contactado por Latin Sound para grabar un disco. 

### Atrateño
Un tema escrito por Jairo Varela en agradecimiento a Cali por el apoyo a la agrupación.

## Lista de canciones
Todas las letras escritas por Jairo Varela, toda la música compuesta por Alexis Lozano y Jairo Varela. 
| Lado A |                                        |                     |          |  |
| N.º    | Título                                 | Intérprete(s)       | Duración |  |
| 1.     | «Mi negra y la calentura»              | Álvaro del Castillo | 6:12     |  |
| 2.     | «A ti, Barranquilla» (segunda versión) | Tuto Jiménez        | 4:59     |  |
| 3.     | «Sueño»                                | Tuto Jiménez        | 7:03     |  |
| 4.     | «Al pasito» (segunda versión)          | Álvaro del Castillo | 5:02     |  |

| Lado B |                   |                     |          |  |
| N.º    | Título            | Intérprete(s)       | Duración |  |
| 1.     | «Lamento guajiro» | Tuto Jiménez        | 6:58     |  |
| 2.     | «El cable»        | Álvaro del Castillo | 4:18     |  |
| 3.     | «Atrateño»        | Tuto Jiménez        | 4:45     |  |
| 4.     | «Sevicia»         | Álvaro del Castillo | 3:44     |  |

## Créditos

### Músicos
- Bajo: Edgar "Eddy" Espinosa
- Bongó: Alfredo "Pichirilo" Longa
- Cantantes: Álvaro del Castillo, Omer "Tuto" Jiménez
- Coros: Álvaro del Castillo, Jairo Varela, Omer "Tuto" Jiménez
- Congas: Jairo Riasco
- Maracas y güiro: Jairo Varela
- Piano: Antonio Oxamendi
- Saxo alto y flauta: Alí "Tarry" Garcés
- Timbales: Lucho Montaño
- Tres: Ostwal Serna
- Trombón: Alexis Lozano
- Trompeta 1: Dany Jimenez
- Trompeta 2: Fabio Espinosa Jr.
- Trompeta 3: Francis Garcés

### Producción
- Arreglos y dirección musical: Jairo Varela
- Ingenieros de sonido: Joaquin "King" Guerra, Sammy Velásquez
- Mezcla: David Rodríguez, Jairo Varela